# Фан Тхі Кім Фук
Фан Тхі Кім Фук (в'єт. Phan Thị Kim Phúc; нар. 6 квітня 1963), неофіційно «дівчинка на картині» і «напалмова дівчинка» — канадська жінка, яка народилася в Південному В'єтнамі, найбільш відома як дев'ятирічна дитина, зображена на фотографії, зробленій у Тренг Банзі під час війни у В'єтнамі 8 червня 1972 року, що здобула Пулітцерівську премію під назвою «Жах війни».
На знімку, зробленому для Associated Press 21-річним в'єтнамсько-американським фотографом, на ім'я Нік Ут, показано, як дев'ятирічна дівчина біжить оголеною по дорозі після того, як отримала серйозні опіки спини південнов'єтнамським напалмом.
Пізніше Фан Тхі Кім Фук заснувала Міжнародний фонд Кім Фук для надання допомоги дітям, які постраждали від війни.

## Напалмовий удар під час війни у В'єтнамі
Фан Тхі Кім Фук та її сім'я жили в Тренг Банг у Південному В'єтнамі. 8 червня 1972 року південнов'єтнамські літаки скинули напалм на Тренг Банг, який був атакований й окупований силами Північного В'єтнаму. Фук приєднався до групи цивільних осіб і південнов'єтнамських солдатів, які тікали з храму Каодай до безпечних позицій, які утримували південні в'єтнамці. Пілот ВПС Республіки В'єтнам, який пілотував A-1E Skyraider, прийняв групу цивільних за ворожих солдатів і перевів літак в атаку. Під час бомбардування загинули двоє двоюрідних братів Фук та ще двоє жителів села. Сама Фук отримала опіки третього ступеня після того, як її на ній згорів її одяг.

### Фото і порятунок
Фотограф Associated Press Нік Ут сфотографував Фук, яка бігла оголеною посеред інших селян, південнов'єтнамських солдатів та інших фотографів. В інтерв'ю багато років потому вона пригадувала, що кричала Nóng quá, nóng quá («Так жарко, так жарко») на фото. Редакція New York Times спочатку вагалася, чи розглядати фотографію для публікації через зображення оголеного тіла, але зрештою схвалила її. Наступного дня обрізана версія фотографії — без фотографів праворуч — з'явилася на першій сторінці The New York Times. Пізніше фото здобуло Пулітцерівську премію та премія World Press Photo в номінації «Фотографія року» (1973).
Зробивши фотографію, Ут відвіз Фук та інших поранених дітей до лікарні Барскі в Сайгоні, де було встановлено, що її опіки настільки серйозні, що вона, ймовірно, не виживе. Після 14 місяців перебування в лікарні та 17 хірургічних процедур, зокрема пересадки шкіри, Фук змогла повернутися додому. Низку перших операцій провів фінський пластичний хірург Аарне Рінтала. Лише після лікування в спеціальній лікарні в Людвігсгафені, Західна Німеччина, 1982 року Фук знову змогла нормально рухатися. Ут продовжував відвідувати Фук, поки його не евакуювали до США під час падіння Сайгону.
Також існує менш відомий фільм, знятий британським телеоператором Аланом Даунсом для British Independent Television News (ITN) і його в'єтнамським колегою Ле Фук Дінем, який працював на американську телевізійну мережу NBC, що показує події безпосередньо перед зніманням фотографії та після. У верхньому лівому кадрі стоїть чоловік і, здається, робить фотографії, коли літак, що пролітає повз, скидає бомби. Група дітей, серед яких Фук, у страху тікає. Через кілька секунд вона зустрічає журналістів, одягнених у військову форму, зокрема Крістофера Вейна, який дав їй води (верхній правий кадр) і вилив її на опіки. Коли Фук повертається боком, можна побачити тяжкість опіків на її руці та спині (кадр унизу зліва). Жінка, що плаче, бабуся Фук, Тао, біжить у протилежному напрямку, тримаючи на руках свого сильно обпеченого онука, 3-річного Дана, двоюрідного брата Фук, який помер від отриманих травм (правий нижній кадр). Частина кадрів фільму була додана в «Hearts and Minds» (1974), документальний фільм режисера Пітера Девіса про в'єтнамську війну, що здобув премію "Оскар».

## Подальше життя
Фук виключили з університету, коли вона вивчала медицину, а її образ використовувався комуністичним урядом В'єтнаму як символ пропаганди. Через постійний біль Фук думала про самогубство, але 1982 року знайшла в бібліотеці Новий Заповіт, який спонукав її стати християнкою. 1986 року Фук надали дозвіл на продовження навчання на Кубі, де вона вивчала іспанську мову та здобула освіту фармацевтки. 1989 року саме в Гавані Фук зустріла Ута вперше за чотирнадцять років, і відтоді вони регулярно зустрічалися та розмовляли телефоном. Її другом і покровителем став прем'єр-міністр В'єтнаму Фам Ван Донг.
Після прибуття на Кубу Фук познайомилася з Буй Гуй Тоаном, ще одним в'єтнамським студентом і своїм майбутнім нареченим. 1992 року вони одружилися. Дорогою в медовий місяць до Москви пара вийшла з літака під час заправки в Гандері, Ньюфаундленд, і попросили політичного притулку в Канаді, який був їм наданий.
1996 року Фук зустрілася з хірургами, які врятували їй життя. Наступного року вона стала громадянкою Канади.
2015 року повідомлялося, що вона отримувала лазерне лікування, щоб зменшити рубці на лівій руці та спині, яке надавалося безкоштовно в лікарні в Маямі.

### Активізм
Кім Фук, NPR, 2008
1997 року Кім Фук заснувала свій перший фонд у США з метою надання медичної та психологічної допомоги дітям-жертвам війни. Пізніше були створені дочірні фонди з такою ж назвою під головною організацією Kim Phúc Foundation International.
2004 року Фук розповіла в Університеті Коннектикуту про своє життя та досвід, пізнання того, як бути «сильною перед лицем болю» та як співчуття й любов допомогли їй зцілитися.
28 грудня 2009 року Національне громадське радіо транслювало її розмовне есе «Довга дорога до прощення» для серії «This I Believe». У травні 2010 року BBC возз'єднала Фук із кореспондентом ITN Крістофером Вейном, який допоміг врятувати їй життя. А 18 травня Фук з'явилася в програмі BBC Radio 4 «It‍ 's My Story», де розповіла, як через свій фонд вона брала участь у зусиллях із забезпечення лікування в Канаді Алі Аббаса, який втратив обидві руки під час ракетного обстрілу Багдада під час вторгнення в Ірак 2003 року.
У статті для The Wall Street Journal від 21 грудня 2017 року Фук написала, що травма, яку вона зазнала під час напалмового удару, все ще потребує лікування, але психологічна травма була більшою: «Навіть гіршим, ніж фізичний біль, був емоційний і духовний біль». Це безпосередньо призвело до її навернення у християнство, яке, як вона вважає, зцілило психологічну травму, спричинену тим, що вона прожила понад 40 років, бувши відомою світу як «Напалмова дівчина». «Моя віра в Ісуса Христа — це те, що дозволило мені пробачити тих, хто образив мене, — написала вона, — незалежно від того, наскільки серйозними ці образи були».
У липні 2022 року Фук особисто прийняла 236 українських біженців із дітьми на борту спеціального рейсу з Варшави до Реджайни, Саскачеван, Канада. На літаку, який використовувався для спеціального рейсу, було зображено її культове фото 1972 року. Політ організувала організація Solidaire.

## Визнання
10 листопада 1994 року Фук стала послом доброї волі ЮНЕСКО. 1996 року вона виступила з промовою на Меморіалі ветеранів В’єтнаму Сполучених Штатів у День ветеранів. У своєму виступі вона зазначила, що неможливо змінити минуле, але всі можуть працювати разом для мирного майбутнього.
1999 року вийшла біографія Фук «The Girl in the Picture», написана Деніз Чонг.
2003 року бельгійський композитор Ерік Гертс написав пісню «The Girl in the Picture», присвячену Фук. Композиція вийшла на Flying Snowman Records, а всі прибутки були спрямовані до фонду Кім Фук. «The Girl in the Picture» знову випустили 2021 року як частину альбому Гертса Leave a Mark.

### Нагороди
22 жовтня 2004 року Фук стала членом Ордену Онтаріо та здобула ступінь почесного доктора права від Йоркського університету за її роботу з підтримки дітей-жертв війни в усьому світі. 27 жовтня 2005 року вона здобула почесний ступінь з права в Університеті Квінз в Кінгстоні, Онтаріо. 2 червня 2011 року їй присудили почесний ступінь доктора права Університету Летбриджа. 19 травня 2016 року здобула звання доктора цивільного права в Університеті Святої Марії (Галіфакс).
11 лютого 2019 року Фук нагородили Дрезденською премією миру на знак визнання її роботи з ЮНЕСКО та як активістки миру.